# Ochyrocera juquila
Ochyrocera juquila là một loài nhện trong họ Ochyroceratidae. Loài này phân bố ở México.